# Política para Amador
Política para Amador es un ensayo escrito en 1992 por el escritor y filósofo español Fernando Savater que trata sobre la organización política a través de la historia. El libro está escrito en un lenguaje claro y accesible.
Da una visión de por qué hay gobernadores y gobernados, su naturaleza, el gran avance griego de la democracia y el romano con el derecho, dos grandes pasos en la civilización humana.
Se basa en el anterior libro escrito por Savater, Ética para Amador, porque lo que nos quiere explicar, es el término «política» con la misma dinámica.